# Pachychilon macedonicum
Pachychilon macedonicum és una espècie de peix cipriniforme de la família dels ciprínids.

## Morfologia
- Els mascles poden assolir 15 cm de longitud total.[2][3]

## Hàbitat
És un peix d'aigua dolça i de clima subtropical (5 °C-25 °C).

## Distribució geogràfica
Es troba a Europa: Grècia i Macedònia del Nord.

## Estat de conservació
Es troba amenaçat a causa de l'extracció d'aigua del seu hàbitat natural, la contaminació i la destrucció del seu hàbitat.